# Dragaljevac Srednji
Dragaljevac Srednji je naselje v občini Bijeljina, Bosna in Hercegovina. 

## Deli naselja
Brest, Čolići, Dragaljevac Srednji, Gajići, Ilići, Obradovo Brdo, Ravnjak in Savići. 

## Prebivalstvo
| Pregled števila prebivalcev po letih | Pregled števila prebivalcev po letih | Pregled števila prebivalcev po letih | Pregled števila prebivalcev po letih | Pregled števila prebivalcev po letih | Pregled števila prebivalcev po letih |
| ------------------------------------ | ------------------------------------ | ------------------------------------ | ------------------------------------ | ------------------------------------ | ------------------------------------ |
| 1948                                 | 1953                                 | 1961                                 | 1971                                 | 1981                                 | 1991                                 |
| -                                    | -                                    | -                                    | 1.110                                | 1.102                                | 1.041                                |

| Narodna sestava prebivalstva po letih                                                                                          | Narodna sestava prebivalstva po letih                                                                                            | Narodna sestava prebivalstva po letih                                                                                           |
| --- | --- | --- |
| 1971 | 1981 | 1991 |
| . skupaj: 1.110 Srbi 1.104 (99,45 %) Muslimani 1 (0,09 %) Hrvati 0 (0,00 %) Jugoslovani 0 (0,00 %) drugi in neznano 5 (0,45 %) | . skupaj: 1.102 Srbi 1.066 (96,73 %) Hrvati 0 (0,00 %) Muslimani 0 (0,00 %) Jugoslovani 21 (1,90 %) drugi in neznano 15 (1,36 %) | . skupaj: 1.041 Srbi 1.020 (97,98 %) Hrvati 2 (0,19 %) Muslimani 0 (0,00 %) Jugoslovani 8 (0,76 %) drugi in neznano 11 (1,05 %) |